# Hájek (Boêmia do Sul)
Hájek é uma comuna checa localizada na região da Boêmia do Sul, distrito de Strakonice.